# Dzwonek ogrodowy
Dzwonek ogrodowy (Campanula medium L.) – gatunek rocznej lub dwuletniej rośliny z rodziny dzwonkowatych. Występuje w krajach śródziemnomorskich (południowo-wschodnia Francja, Włochy).

## Morfologia

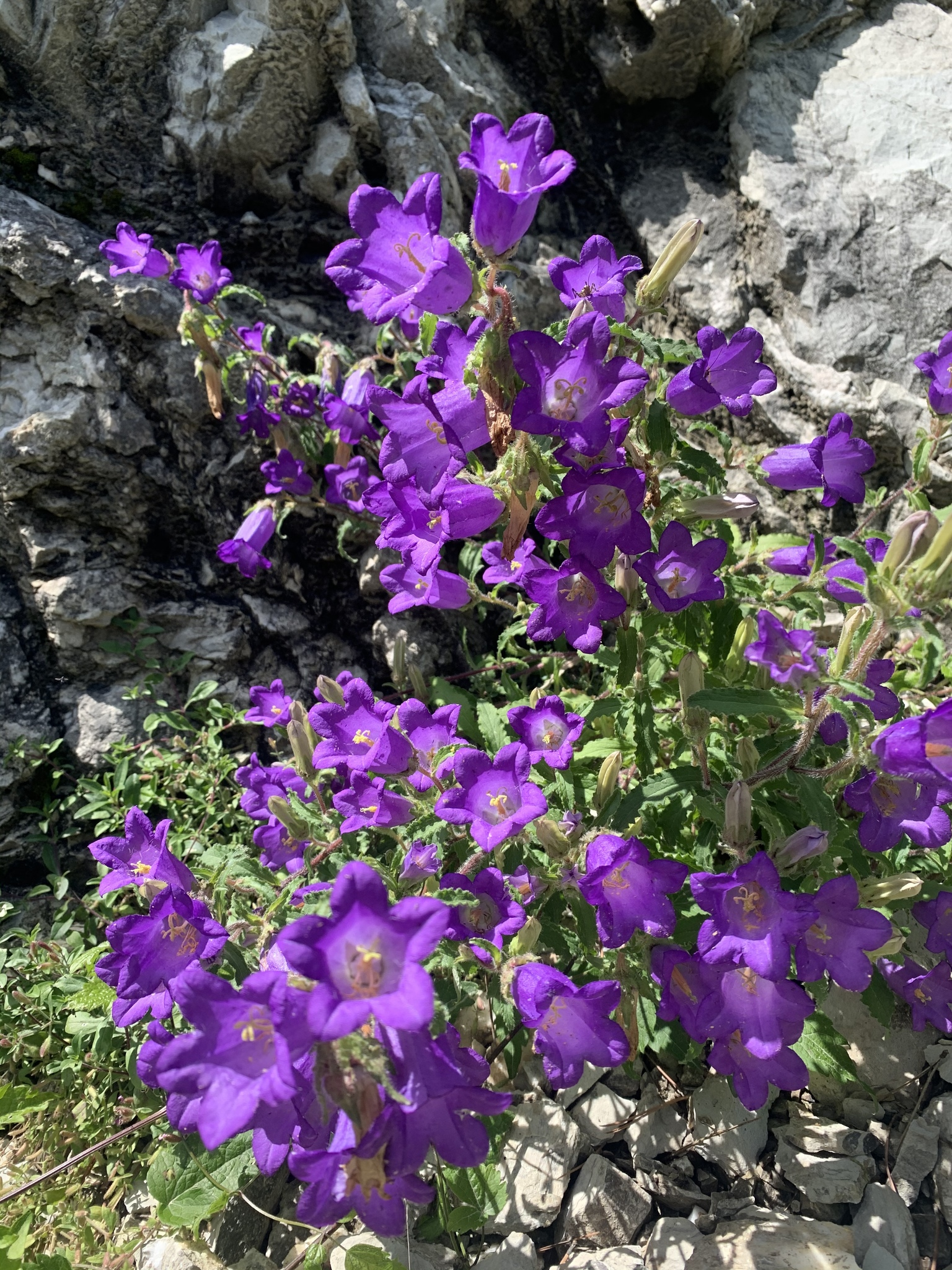

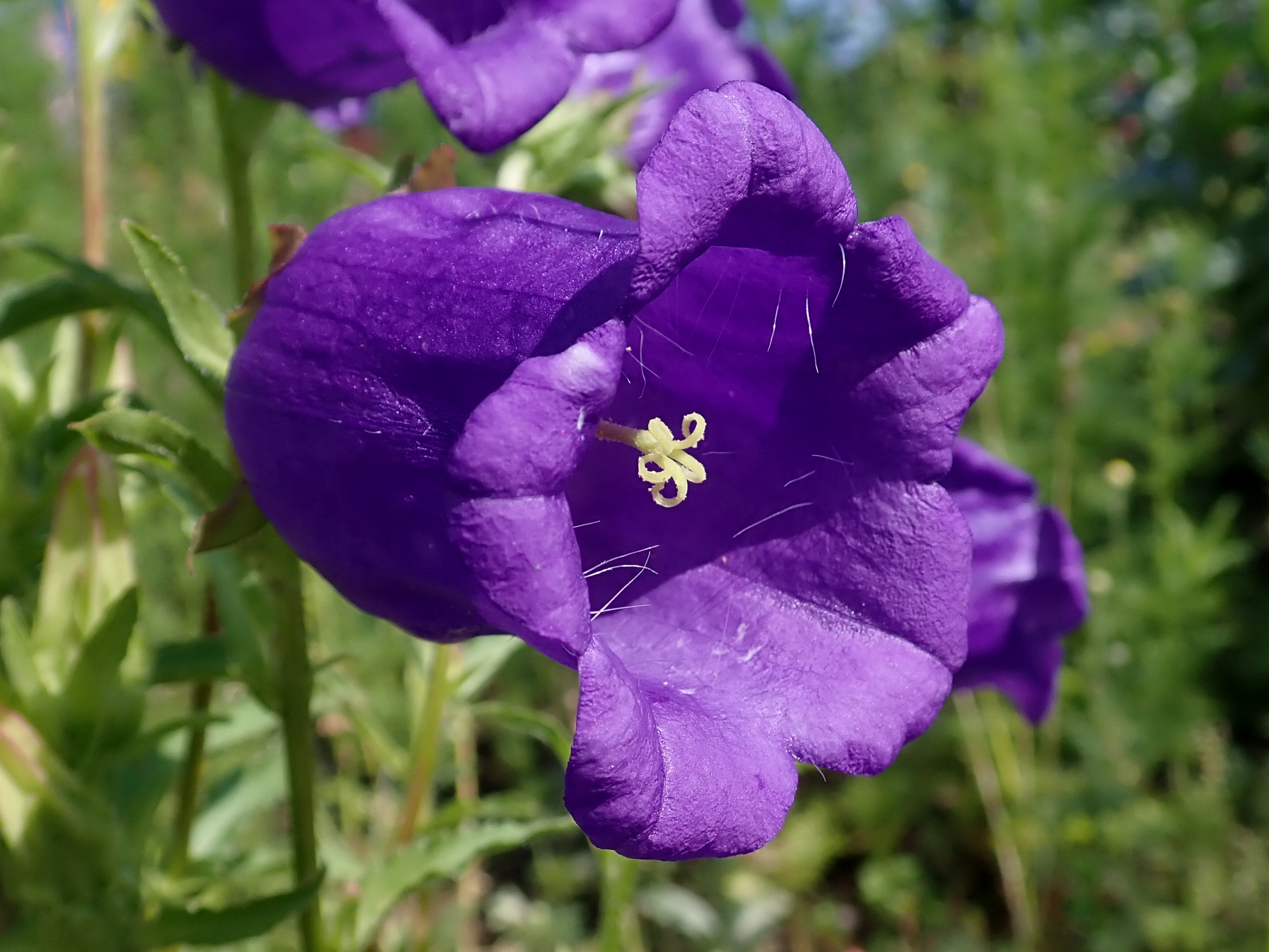

PokrójRoślina o wyprostowanej łodydze, dorastająca do 90 cm wysokości.
LiścieO lancetowatym kształcie, wąskie. Brzegi blaszki liściowej karbowane.
KwiatyZebrane w grono lub wiechę. Korona kwiatowa o dzwonkowatym kształcie w kolorach białym, niebieskim lub różowym. Kielich kwiatów duże i zielone. Posiada odmiany o barwnych kielichach i podwójnych lub pełnych kwiatach.
OwoceOwocem jest torebka.

## Zastosowanie
Jest uprawiany w ogrodach jako roślina ozdobna. Nadaje się na rabaty. Najlepiej rośnie w półcieniu. Rozmnaża się go z nasion lub przez podział kęp. w Polsce nie jest całkowicie mrozoodporny (strefy mrozoodporności 6–10). W związku z tym na zimę należy go okryć (po ścięciu nadziemnych pędów), lub uprawiać jako roślinę jednoroczną z sadzonek wyhodowanych pod osłonami. Po przekwitnięciu kwiatostany usuwa się.